# Tarō Gotō
Tarō Gotō (jap. 後藤 太郎, Gotō Tarō; * 24. Dezember 1969 in der Präfektur Hiroshima) ist ein ehemaliger japanischer Fußballspieler.

## Karriere
Gotō erlernte das Fußballspielen in der Schulmannschaft der Tokai University Daigo High School und der Universitätsmannschaft der Tōkai-Universität. Seinen ersten Vertrag unterschrieb er 1992 bei Nagoya Grampus Eight. Der Verein spielte in der höchsten Liga des Landes, der J1 League. Für den Verein absolvierte er 45 Erstligaspiele. 1995 wechselte er zum Ligakonkurrenten JEF United Ichihara. Für den Verein absolvierte er 12 Erstligaspiele. 1997 wechselte er zum Zweitligisten Sagan Tosu. Ende 1998 beendete er seine Karriere als Fußballspieler.

## Erfolge
Nagoya Grampus Eight
- Kaiserpokal

Sieger: 1995